# Pliensbachium
| ❮ | System  | Serie      | Stufe         | ≈ Alter (mya) |
| ❮ | später  | später     | später        | jünger        |
| - | ------- | ---------- | ------------- | ------------- |
| ❮ | J u r a | Oberjura   | Tithonium     | 145 ⬍ 152,1   |
| ❮ | J u r a | Oberjura   | Kimmeridgium  | 152,1 ⬍ 157,3 |
| ❮ | J u r a | Oberjura   | Oxfordium     | 157,3 ⬍ 163,5 |
| ❮ | J u r a | Mitteljura | Callovium     | 163,5 ⬍ 166,1 |
| ❮ | J u r a | Mitteljura | Bathonium     | 166,1 ⬍ 168,3 |
| ❮ | J u r a | Mitteljura | Bajocium      | 168,3 ⬍ 170,3 |
| ❮ | J u r a | Mitteljura | Aalenium      | 170,3 ⬍ 174,1 |
| ❮ | J u r a | Unterjura  | Toarcium      | 174,1 ⬍ 182,7 |
| ❮ | J u r a | Unterjura  | Pliensbachium | 182,7 ⬍ 190,8 |
| ❮ | J u r a | Unterjura  | Sinemurium    | 190,8 ⬍ 199,3 |
| ❮ | J u r a | Unterjura  | Hettangium    | 199,3 ⬍ 201,3 |
| ❮ | früher  | früher     | früher        | älter         |

Das Pliensbachium (im Deutschen meist verkürzt zu Pliensbach, seltener auch Pliensbachien) ist in der Erdgeschichte eine chronostratigraphische Stufe des Jura, die in der geochronologischen Gliederung der Erdgeschichte etwa dem Zeitraum von 190,8 bis etwa 182,7 Millionen Jahren entspricht. Auf das Pliensbachium folgt das Toarcium, dem Pliensbachium geht das Sinemurium voraus.

## Namensgebung und Geschichte
Das Pliensbachium wurde nach Pliensbach benannt, dem kleineren Teilort der Gemeinde Zell unter Aichelberg im Landkreis Göppingen im Vorland der mittleren Schwäbischen Alb, ca. 30 km östlich von Stuttgart. Die Stufe und der Name wurden von Albert Oppel 1858 eingeführt.

## Definition und GSSP
Der Beginn wird durch das erstmalige Erscheinen von Bifericeras donovani sowie der Gattungen Apoderoceras und Gleviceras bestimmt. Das Ende wird durch das erstmalige Auftreten der Ammonitengattung Eodactylites definiert. Zum Global Stratotype Section and Point (GSSP, entspricht etwa einem Typprofil) wurde das Wine Haven-Profil in Robin Hood’s Bay (Yorkshire, England) bestimmt.

## Untergliederung des Pliensbachiums

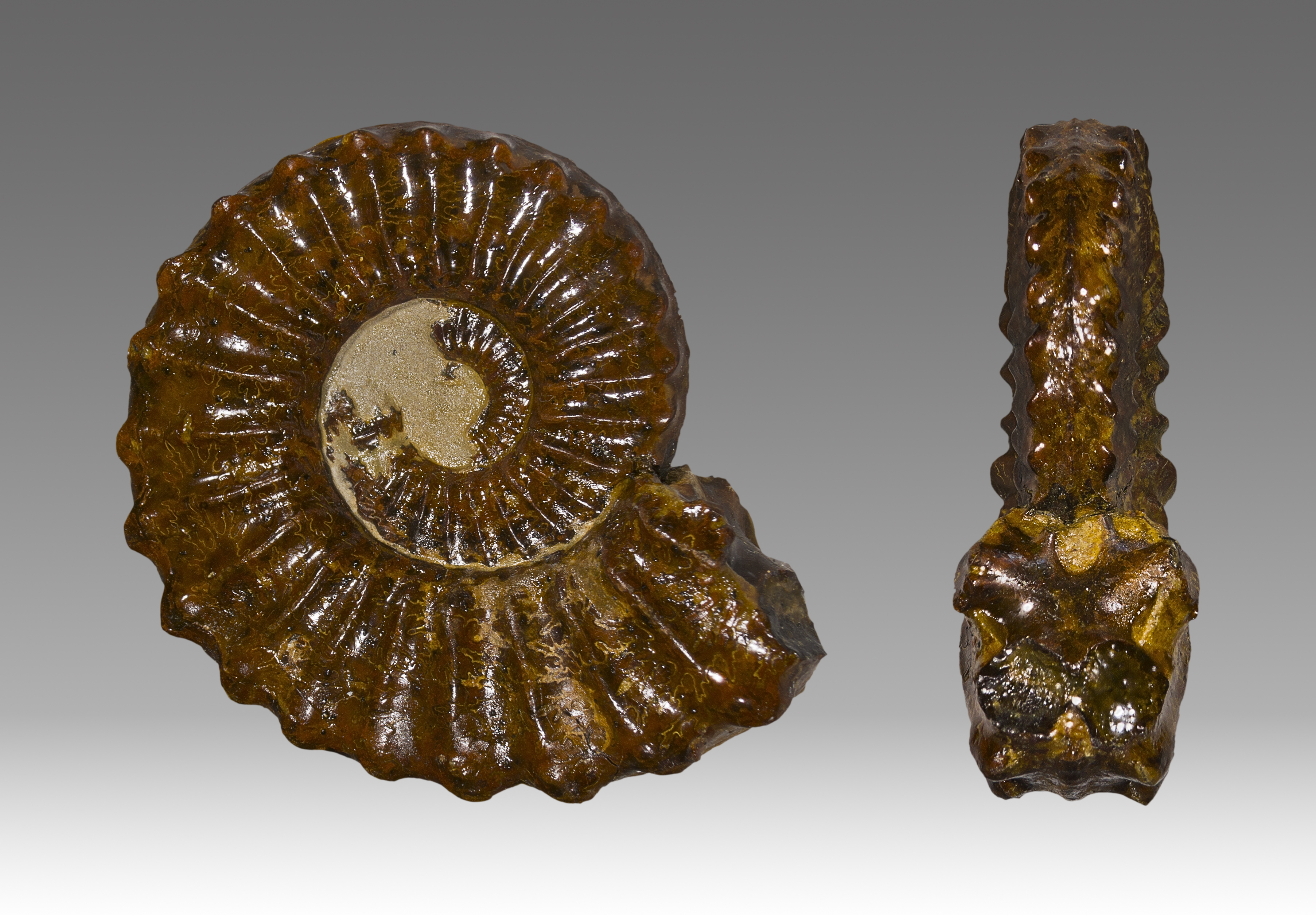
Pleuroceras spinatum – Museum von Toulouse

Das Pliensbachium wird im borealen Bereich (zu dem auch der Süd- und Norddeutsche Jura zu rechnen ist) derzeit in folgende Ammonitenzonen und -subzonen untergliedert (vom Hangenden zum Liegenden):
- Spinatum-Zone nach Pleuroceras spinatum
  - Hawskerense-Subzone
  - Apyrenum-Subzone
- Margaritatus-Zone nach Amaltheus margaritatus
  - Gibbosus-Subzone
  - Subnodosus-Subzone
  - Stokesi-Subzone
- Davoei-Zone nach Prodactylioceras davoei
  - Figulinum-Subzone
  - Capricornus-Subzone
  - Maculatum-Subzone
- Ibex-Zone nach Tragophylloceras ibex
  - Luridum-Subzone
  - Valdani-Subzone
  - Masseanum-Subzone
- Jamesoni-Zone nach Uptonia jamesoni
  - Jamesoni-Subzone
  - Brevispina-Subzone
  - Polymorphus-Subzone
  - Taylori-Subzone

Im tethyalen Bereich entsprechen dem Pliensbachium folgende Ammonitenzonen:
- Emaciaticeras emaciatum
- Arieticeras algovianum
- Fuciniceras lavinianum
- Prodactylioceras davoei
- Tragophylloceras ibex
- Uptonia jamesoni

Intern erfolgt eine weitere Unterteilung in ein unteres Pliensbachium (regional auch als „Carixium“ bezeichnet – nach dem lateinischen Namen von Charmouth in Dorset) und ein oberes Pliensbachium („Domerium“ – nach dem Monte Domaro in den Lombardischen Alpen). Die Grenze zwischen den beiden Unterstufen befindet sich an der Basis der Margaritatus-Zone und wird durch das erstmalige Auftreten (FAD) von Amaltheus stokesi festgelegt.
Das Pliensbachium ist ungefähr zeitgleich mit dem Charmouthium in Nordamerika.

## Meeresspiegel
Das Pliensbachium kennt zwei bedeutende Transgressionen und zwei Regressionen bzw. acht Kleinzyklen. Die erste Transgression ereignete sich unmittelbar zu Beginn des Pliensbachiums. Es folgte ein längerer Rückgang, der schließlich in der Regression Pl 4 in der oberen Davoei-Zone des oberen Carixiums kulminierte. Die anschließende recht rasche Transgression erreichte ihren Höchststand in der Margaritatus-Zone im unteren Domerium. Danach fiel der Meeresspiegel erneut zur Regression Pl 8 kurz vor Ende des Pliensbachiums. Die Transgressionspulse des ersten Zyklus verloren stetig an Umfang, wohingegen sie im zweiten Zyklus wieder sukzessiv an Stärke gewannen.

## Chemische Stratigraphie

### Kohlenstoffisotopen
Die δ13C-Werte zeigen zu Beginn des Pliensbachiums einen stetigen Anstieg von einem Minimum bei 1,9 ‰ (PDB) zu einem Maximalwert von 3,1 ‰ (PDB) am Ende der Stufe. Der Übergang zum Toarcium war von einer negativen Kohlenstoffexkursion zurück zu 1 ‰ (PDB) gekennzeichnet, verbunden mit der weit verbreiteten Sedimentation Corg-reicher Ablagerungen.

### Sauerstoffisotopen
Die δ18O-Werte lagen etwas niedriger als im Hettangium, waren aber mit - 1,0 bis - 1,5 ‰ (PDB) vergleichbar zu den Verhältnissen im Sinemurium. Bei ihnen kam es an der Wende zum Toarcium zu einem jähen Anstieg zu 0,0 ‰ (PDB) und somit zu einer deutlichen Abkühlung der zuvor recht milden Temperaturen. Dieser Temperaturrückgang wird mit dem massiven Ausströmen von Flutbasalten der Ferrar- (Antarktis) und Karoo-LIP (Südafrika) in Verbindung gebracht, das vor 183 Millionen Jahren stattfand.

### Strontiumisotopen
Die 87Sr/86Sr-Werte setzten ihren stetigen Rückgang ausgehend von dem endtriassischen Maximum bei 0,70795 über 0,70740 zu Beginn des Pliensbachiums weiter fort und erreichten ein Minimum mit 0,70708 gegen Ende der Stufe. Das endtriassische Maximum dürfte auf den CAMP-Vulkanismus zurückzuführen sein, der mit dem erstmaligen Aufreißen des Nordatlantiks einhergegangen war. Der Rückgang der Strontiumwerte deutet auf abnehmende Kontinentalität hin.

## Biostratigraphie

### Dinoflagellaten
Bei den Dinoflagellatencysten lassen sich für das Pliensbachium drei Zonen unterscheiden: DSJ 4, DSJ 5 und DSJ 6. Der Beginn von DSJ 4 und damit des Pliensbachiums wird durch das letztmalige Auftreten (LAD) von Liasidium variabile festgelegt. Das Erstauftreten (FAD) von Nannoceratopsis senex definiert den Beginn von Zone DSJ 5. Zu Beginn von Zone DSJ 6 erscheinen erstmals Luehndea spinosa, Maturodinium inornatum, Nannoceratopsis gracilis und Valvaeodinium armatum. Das Pliensbachium endet mit dem Verschwinden von Maturodinium inornatum und Valvaeodinium armatum.

### Foraminiferen
Die Foraminiferen des Pliensbachiums sind überwiegend kleinere benthische Formen, da sich planktonische Foraminiferen erst im Dogger entwickelten und dann ab der Unterkreide voll entfalteten. Denticulina varians und Denticulina tenuistrata erscheinen erstmals inmitten der Ibex-Zone (FAD). Die Davoei-Zone wird von Marginulina interrupta geprägt (eigene Zone), die untere Margaritatus-Zone zu Beginn des Domeriums von Bolivina liassica (ebenfalls eigene Zone). Nach dem Verschwinden von Bolivina liassica (LAD) wird fast das gesamte restliche Domerium von den Formen Denticulina arbuscula, Denticulina obscurus, Denticulina terqueni, Lenticulina carinata, Lenticulina speciosa und Marginulina prima beherrscht. Kurz vor Ende des Domeriums erscheint noch Lenticulina sublaevis.

### Kalkhaltiges Nanoplankton
Beim kalkhaltigen Nanoplankton war das herausragende Ereignis die Radiation der plattentragenden Coccolithophoriden (Algen) an der Wende Sinemurium/Pliensbachium. Für das Pliensbachium werden folgende fünf Zonen ausgewiesen: NJ 3, NJ 4a, NJ 4b, NJ 5a und NJ 5b. Das erstmalige Auftreten (FAD) von Similscutum cruciulus gegen Ende der Jamesoni-Zone markiert den Beginn von NJ 4a, das letztmalige Erscheinen (LAD) von Crepidolithus pliensbachensis den Beginn von NJ 4b inmitten der Ibex-Zone. Mit dem Erstauftreten von Lotharingius hauffii innerhalb der Margaritatus-Zone beginnt NJ 5a. Das Erstauftreten von Axopodorhabdus atavus in der unteren Spinatum-Zone schließlich kennzeichnet das Einsetzen von NJ 5b, die bis in das unterste Toarcium reicht und mit dem letztmaligen Auftreten von Calcivascularis jansae zu Ende geht.

## Fossilien

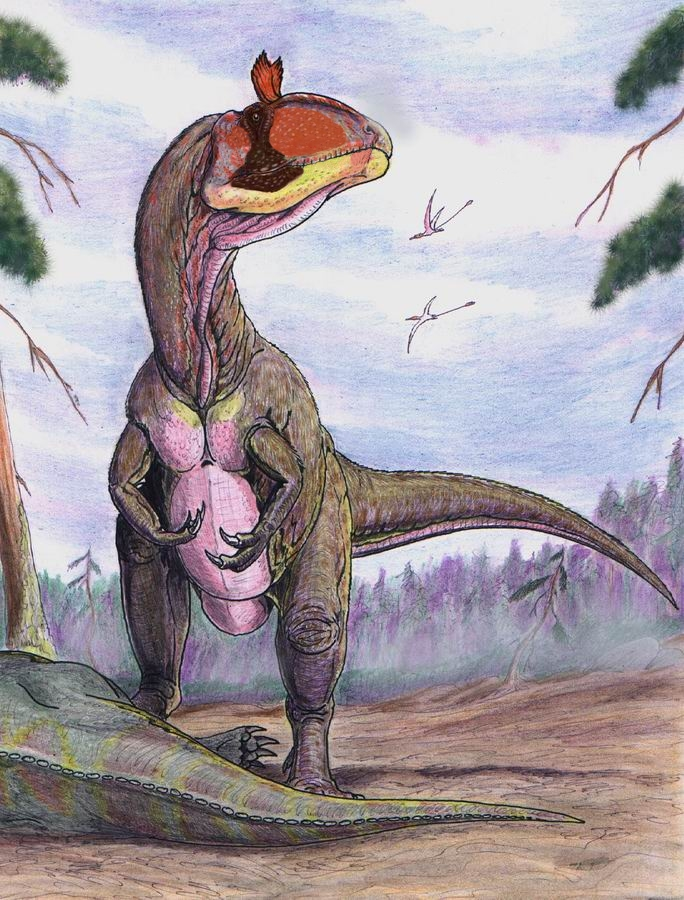
Cryolophosaurus

Das Städtische Naturkundliche Museum in Göppingen zeigt Fossilien dieser Zeit.

### Ammoniten
Im Pliensbachium verschwanden die Psiloceratoidea, die das Hettangium und Sinemurium beherrschten. An ihrer Stelle verbreiteten sich die Eoderoceratoidea und dominierten die nordwesteuropäische Fauna.
Die Ammonitenpopulationen wurden in ihrer Entwicklung während des Pliensbachiums durch zwei bedeutende Artensterben beeinträchtigt: in der Gibbosus-Subzone im ausgehenden Domerium (Artenverlust bis 81 %) sowie direkt am Übergang zum Toarcium. Letzteres Ereignis war gravierend und stellt im Fossilbericht ein Massensterben zweiter Ordnung dar (Artenverlust bis zu 90 %). Als Ursache hierfür wird jetzt ein so genanntes Ozeanisches anoxisches Ereignis (OAE) in den Weltmeeren angesehen, das durch die LIP-Flutbasalte des Karoo-/Ferrar-Vulkanismus ausgelöst worden sein dürfte. Auch in der Valdani- (Artenverlust bis 66 %) und in der Stokesi-Subzone (Artenverlust bis 60 %) war es nach einem anfänglichen Aufblühen bereits zu Rückgängen der Populationen gekommen.

### Wirbeltiere
Charakteristisch unter den Wirbeltieren des Pliensbachiums sind bei den Fischen der Knorpelfisch (Chondrichthyes) Palaeospinax und die Knochenfische (Osteichthyes) Coccolepis, Pholidophorus, Pholidophoroides und Pteroniscus. Bei den Amphibien sind Siderops sowie die Frösche (Anura) Prosalirus und Vieraella – der älteste bisher bekannte Frosch – anzuführen. Unter den Reptilien sind vertreten die Flossenechsen (Sauropterygia) Plesiosaurus und Rhomaleosaurus, die Krokodile (Crocodylia) Calsoyasuchus, Eopneumatosuchus, Kayentasuchus und Protosuchus, der Flugsaurier (Pterosauria) Dimorphodon, die Fischsaurier (Ichthyosauria) Leptonectes und Temnodontosaurus, die Vogelbeckensaurier (Ornithischia) Bienosaurus, Scelidosaurus und Scutellosaurus sowie die Echsenbeckensaurier (Saurischia) Anchisaurus, Cryolophosaurus, Dilophosaurus, Fabrosaurus, Megalosaurus, Megapnosaurus, Segisaurus und Vulcanodon.
Innerhalb der Klasse der Synapsiden sind die säugetierähnlichen Tritylodontidae (Cynodontia) Bienotherium,  Dinnebitodon, Kayentatherium und Oligokyphus erwähnenswert.
Unter den echten Säugetieren befanden sich Dinnetherium und Haramiya.

### Photogalerie

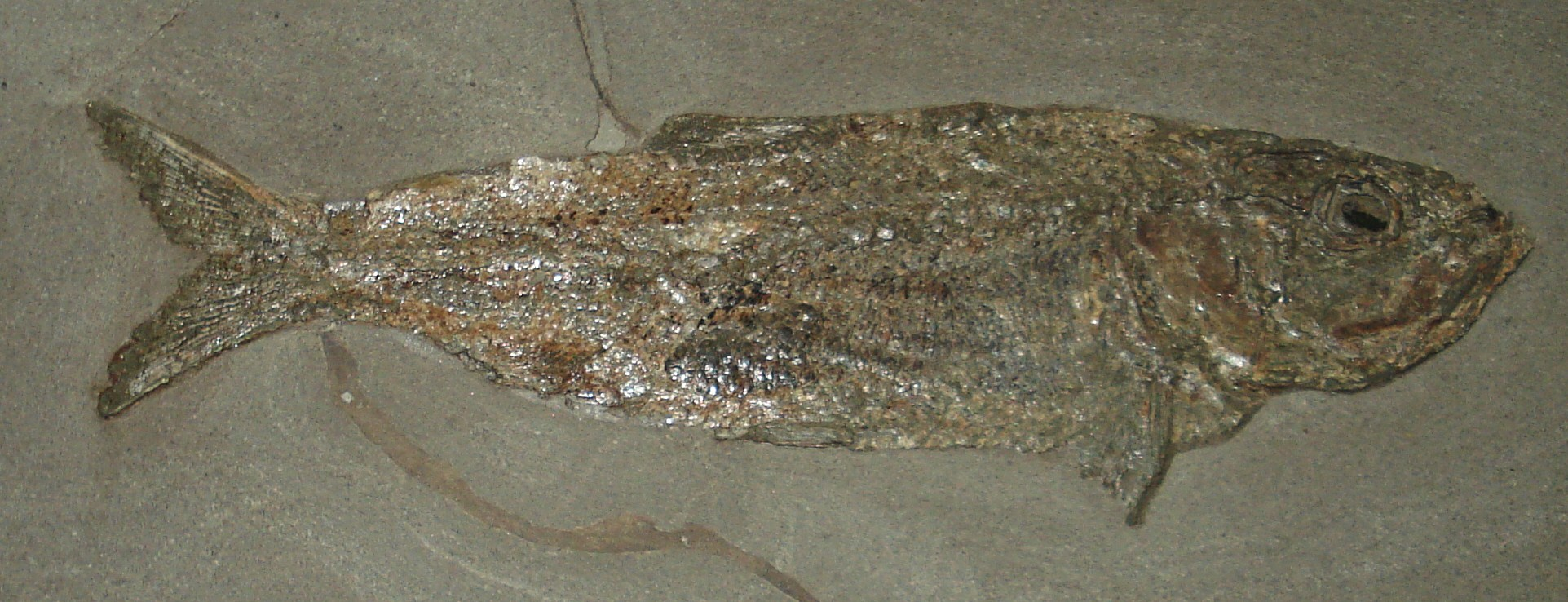
Pholidophorus bechei
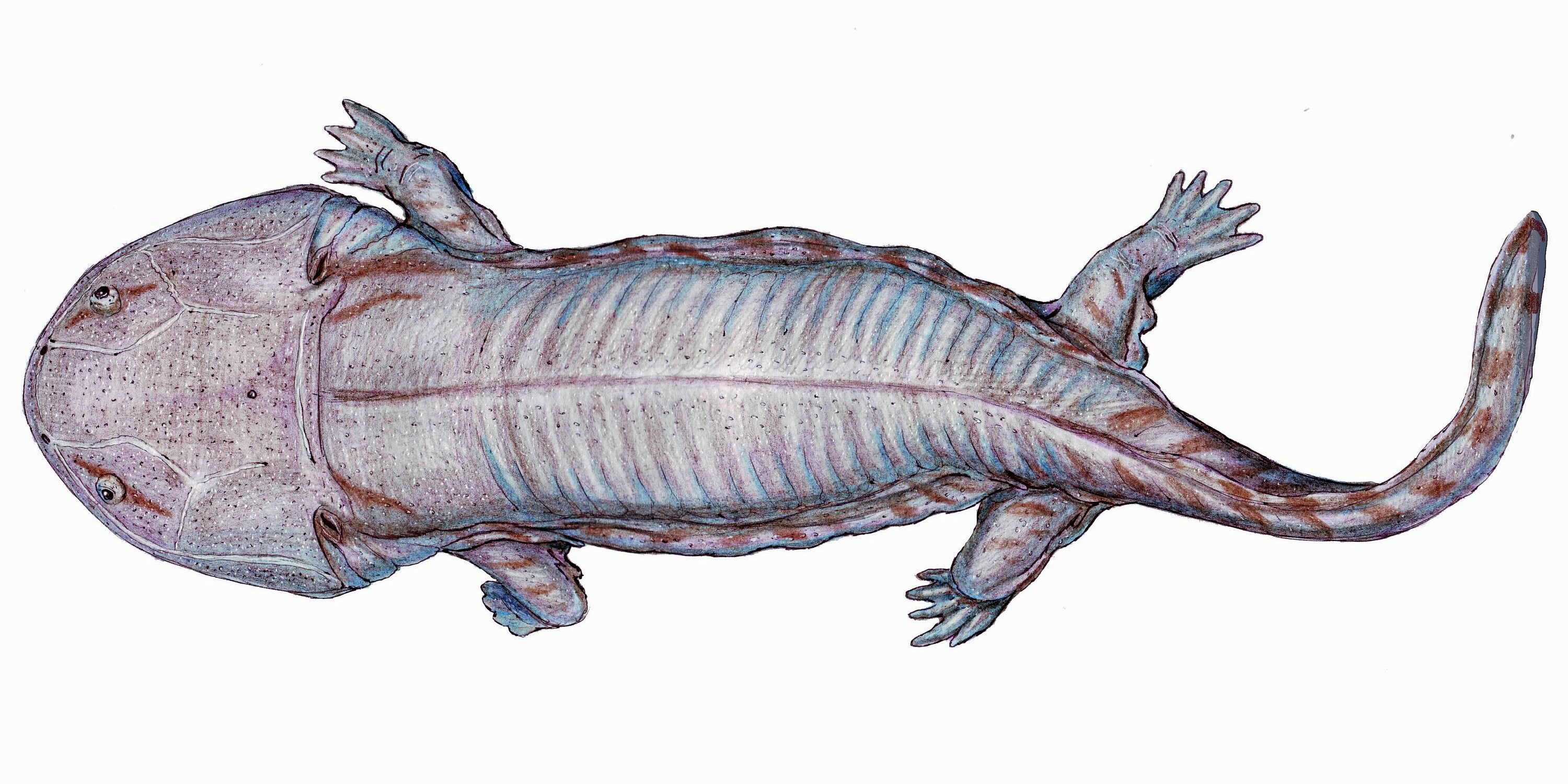
Siderops kehli
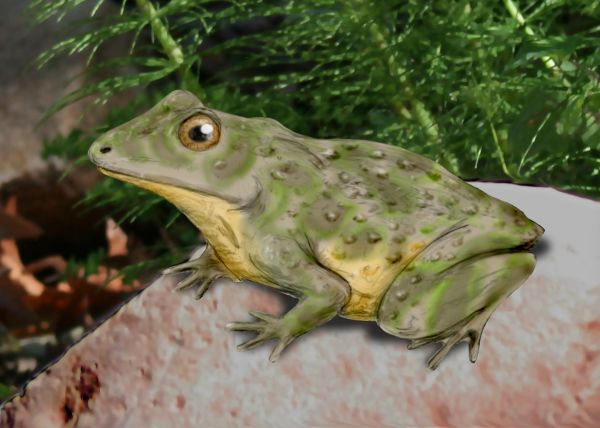
Vieraella herbsti
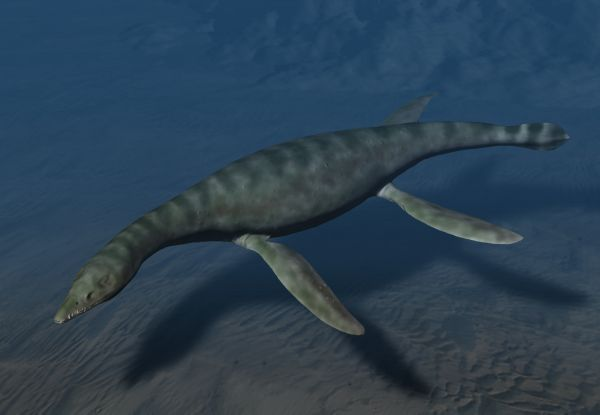
Rhomaleosaurus cramptoni
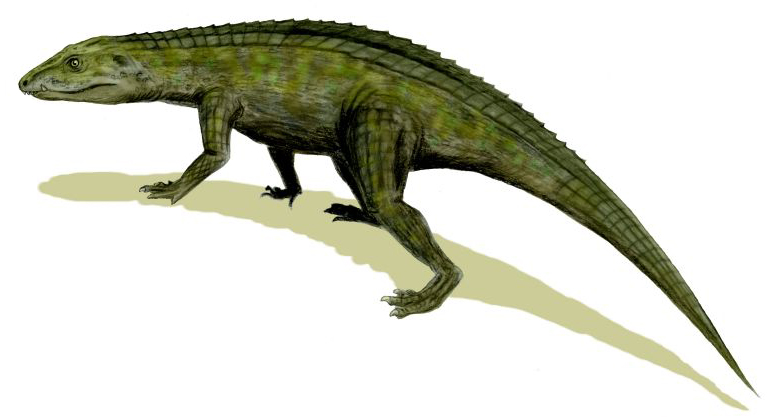
Protosuchus richardsoni
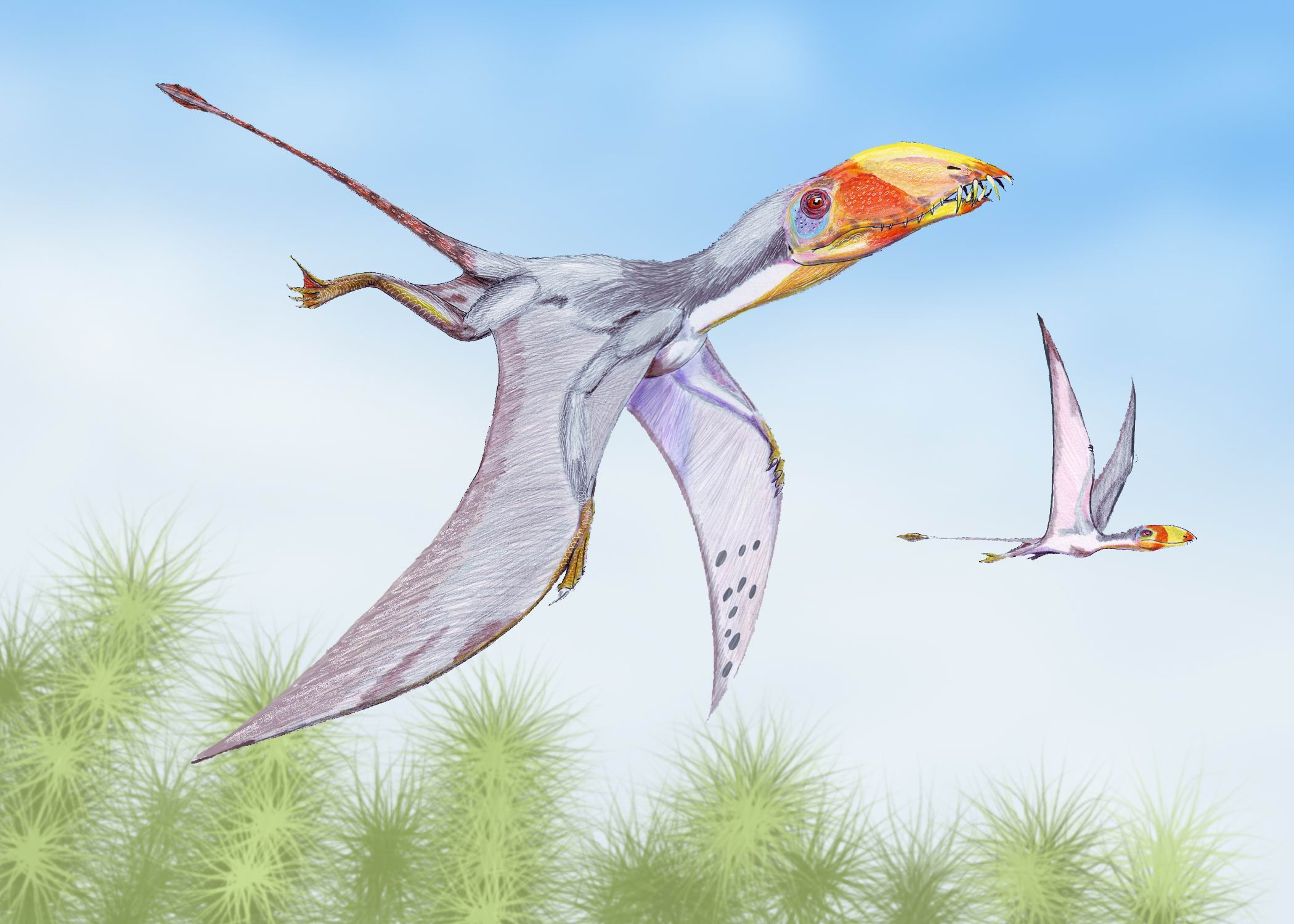
Dimorphodon macronyx
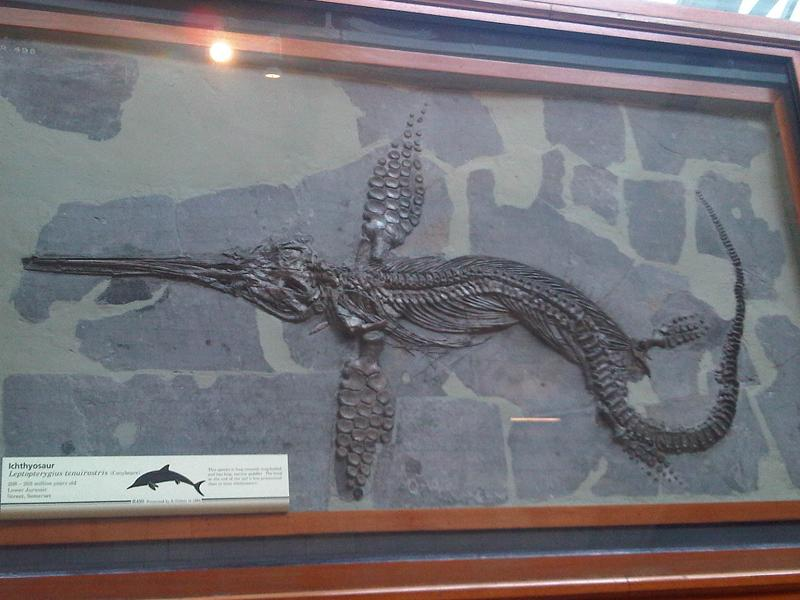
Leptonectes tenuirostris
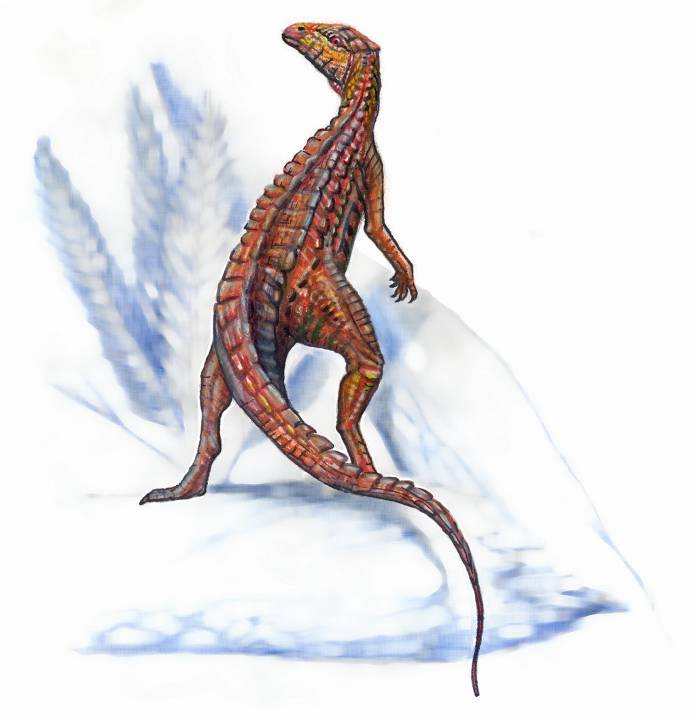
Scutellosaurus lawleri
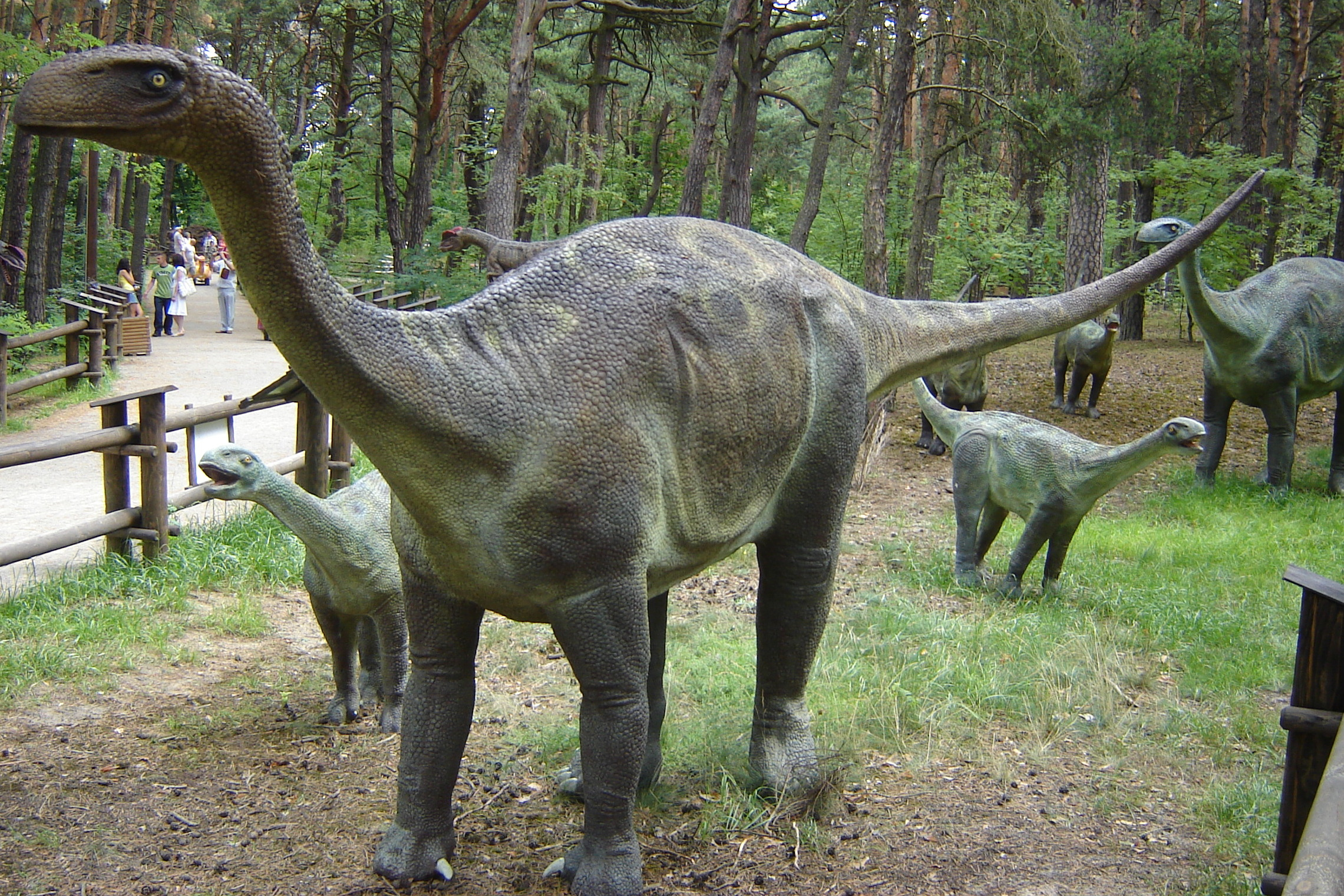
Vulcanodon karibaensis
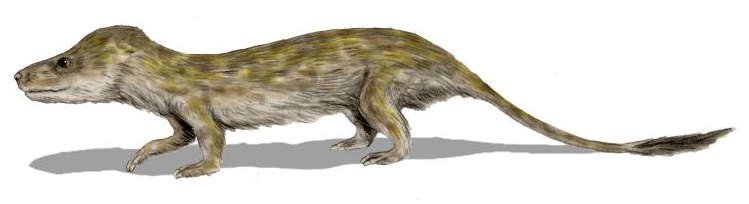
Oligokyphus triserialis

## Vorkommen

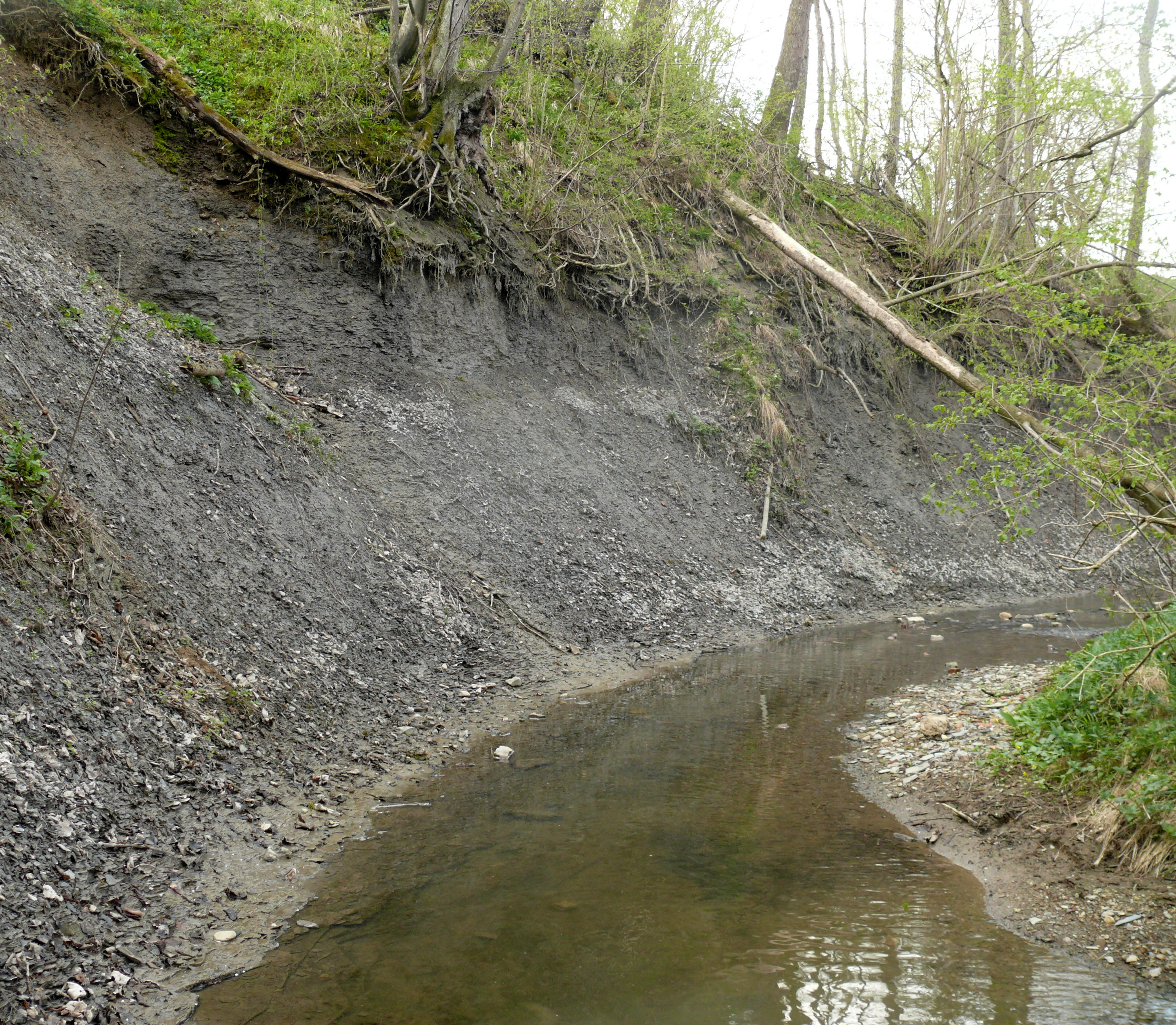
Der Pliensbach inmitten des Amaltheentons, namensgebende Lokalität des Pliensbachiums

Beispiele für Formationen des Pliensbachiums mit den dazugehörigen Sedimentationsräumen sind:
- Argentinien: Puchenque-Formation bei Mendoza
- Deutschland:
  - im Alpenbereich: Ältere Allgäuschichten mit Fleckenmergel, Scheibelberg-Formation
  - in Norddeutschland: Amaltheenton und Capricornu-Schichten
  - in Süddeutschland: Amaltheenton-Formation und Numismalismergel-Formation
- Frankreich: Mont-Joly-Formation
- Italien: Ammonitico Rosso sowie Gruppo del Medolo mit Calcare di Domaro (Typusformation des Domeriums), Calcare di Gardone Val Trompia, Corso Rosso di Botticino und Encrinite di Rezzato
- Kanada: Hazelton-Gruppe in British Columbia
- Österreich:
  - Feuerstätter Flyschdecke: Grestener Schichten
  - Nördliche Kalkalpen: Adnet-Formation, Allgäuschichten, Dürrenberg-Formation, Eisenspitzbrekzie, Hierlatzkalk, Kirchsteinkalk und Scheibelberg-Formation
- Schweden: Sorthat-Formation auf Bornholm
- Schweiz:
  - im Alpenbereich: Bündner Schiefer, Glarner Lias, Inferno-Formation, Sexmoor-Formation, Spitzmeilen-Formation und Torrenthorn-Formation
  - im Faltenjura: Staffelegg-Formation und Uptonien-Schichten
- Spanien: Almonacid-de-la-Cuba-Formation
- Südafrika: Upper-Elliot-Formation
- Ungarn: Somssichhegy-Formation
- Vereinigtes Königreich:
  - Cleveland-Becken: Redcar Mudstone Formation, Staithes Sandstone Formation und Cleveland Ironstone Formation
  - Hebrides-Becken: Pabba Shales und Scalpay Sandstone Formation
  - Wessex-Becken: Charmouth Mudstone Formation mit Belemnite Marl Member und Green Ammonite Member, Dyrham Formation mit Eype Clay Member, Down Cliff Sand Member und Thorncombe Sand Member sowie Beacon Limestone Formation mit Marlstone Rock Member
- Vereinigte Staaten: Glen-Canyon-Gruppe mit Kayenta-Formation und Navajo Sandstone.

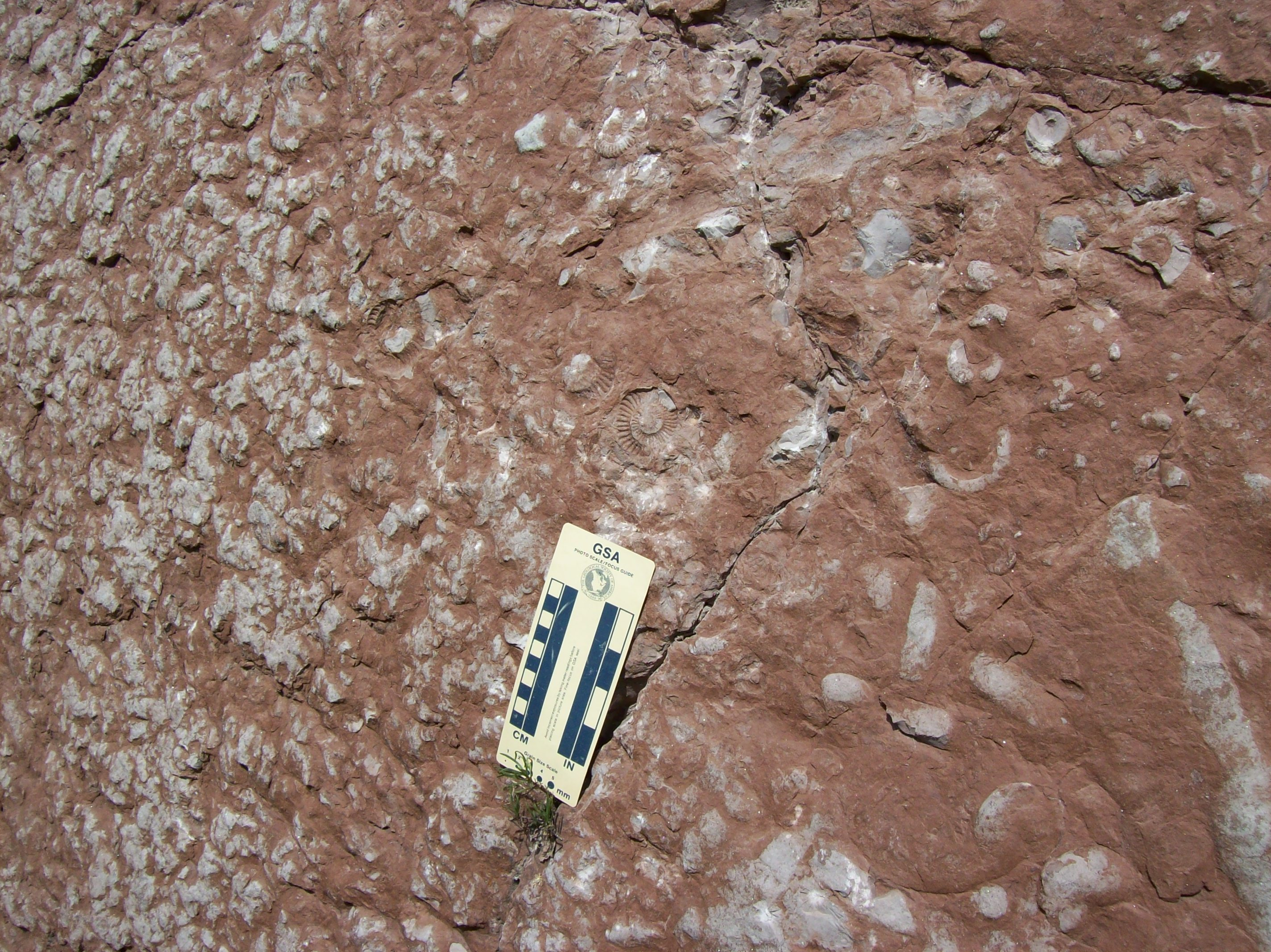
Ammonitico Rosso der Lombardischen Alpen
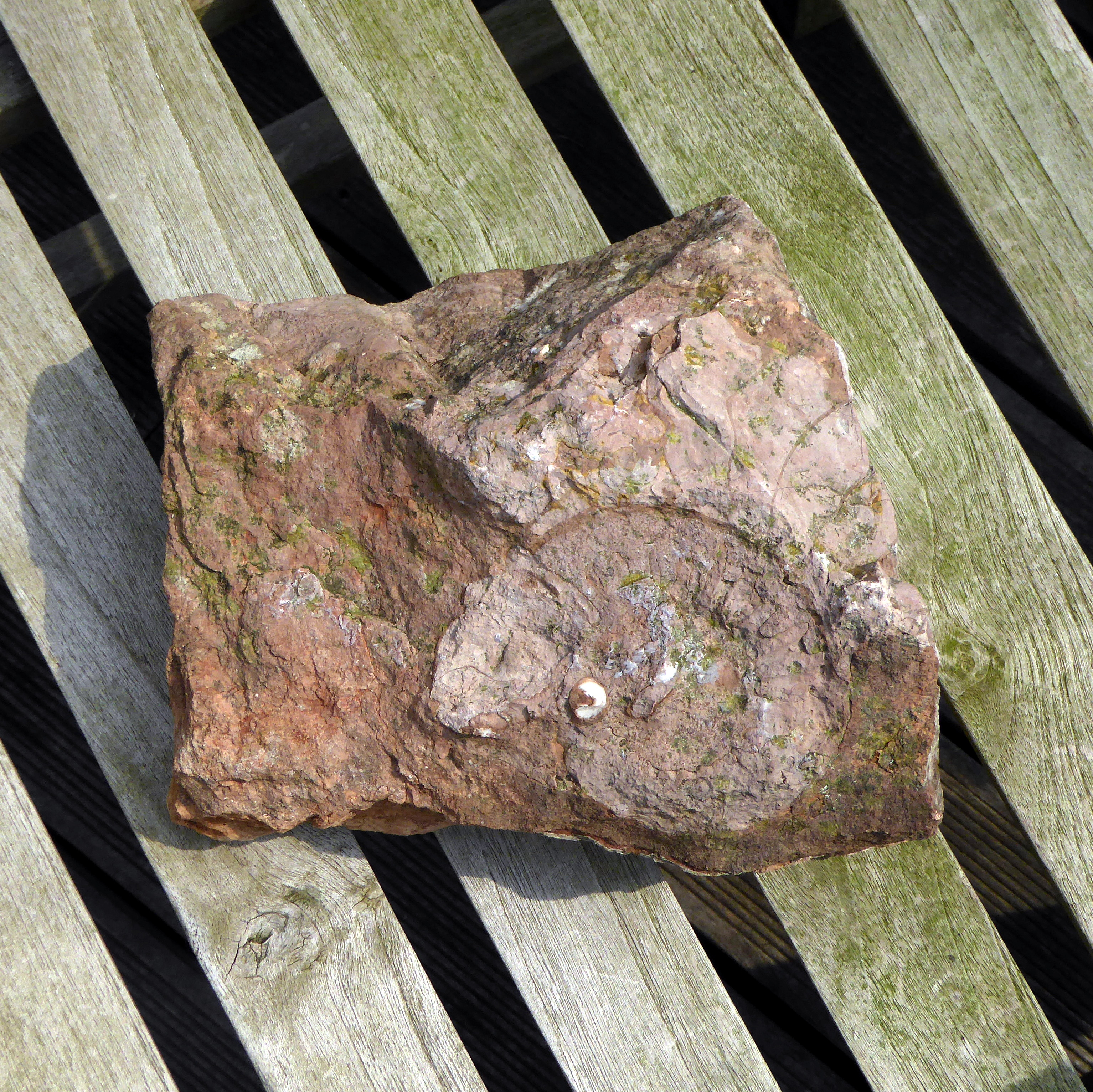
Adneter Marmor
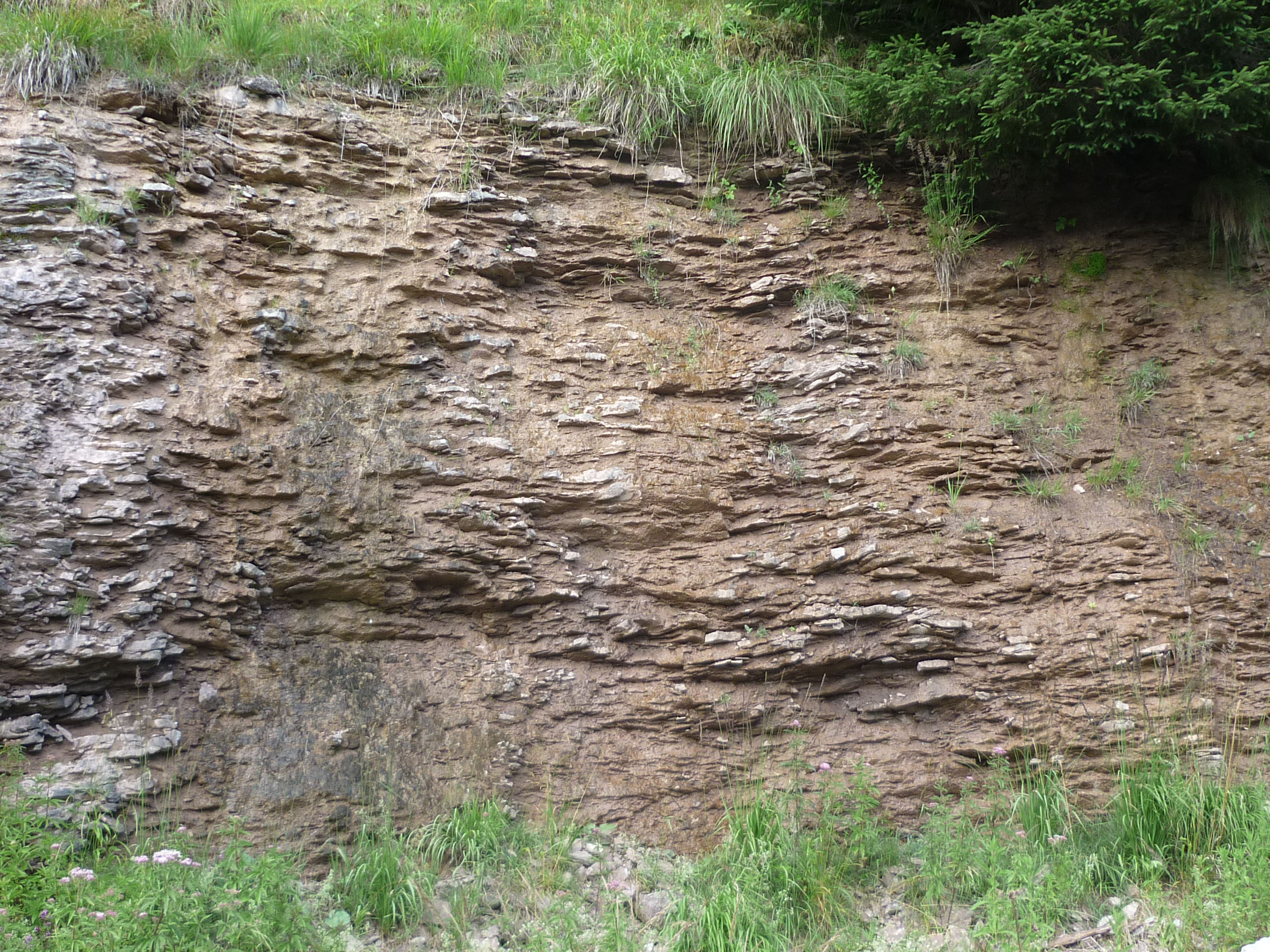
Allgäuschichten der Tannheimer Berge
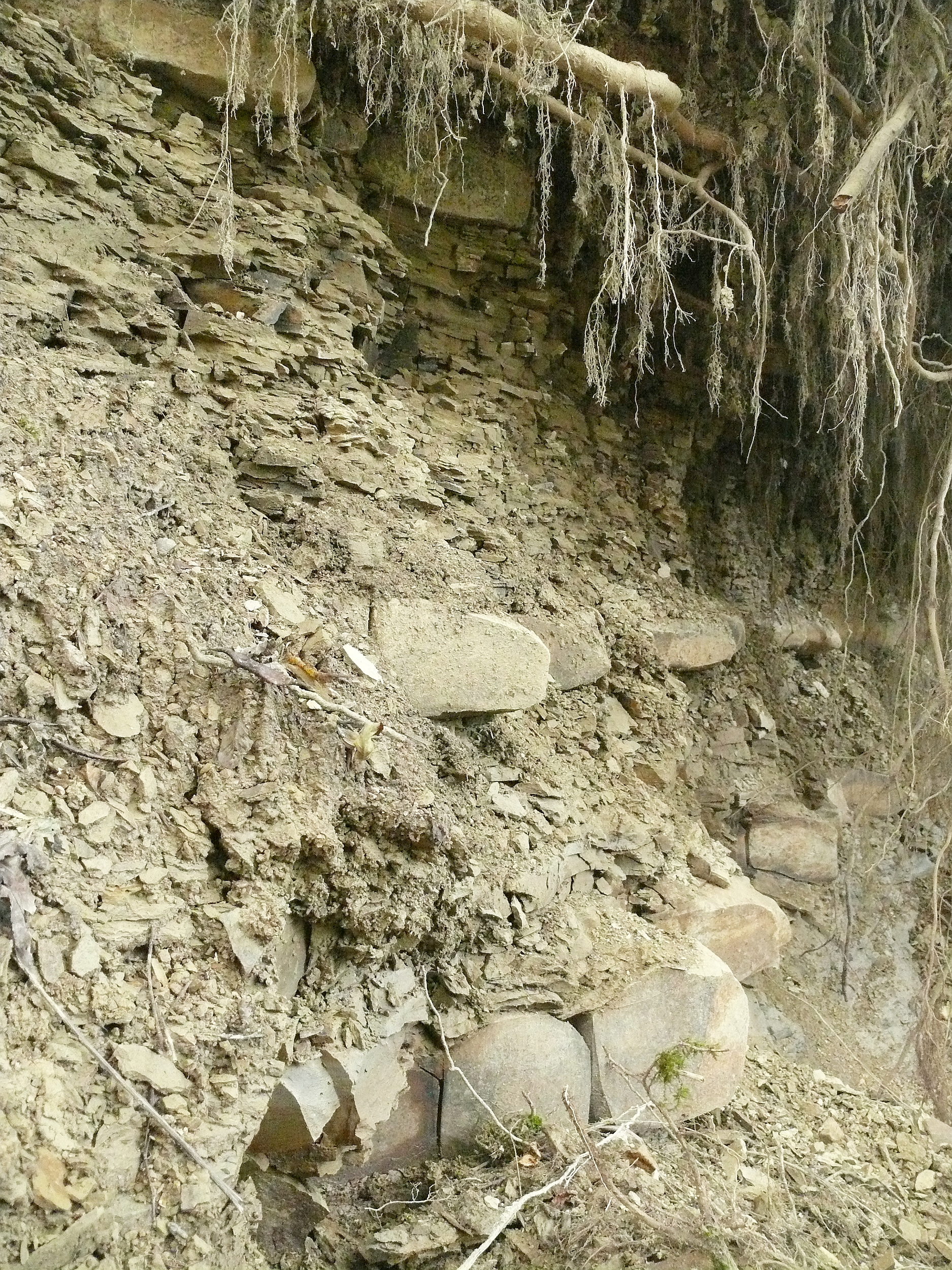
Numismalismergel im Albvorland
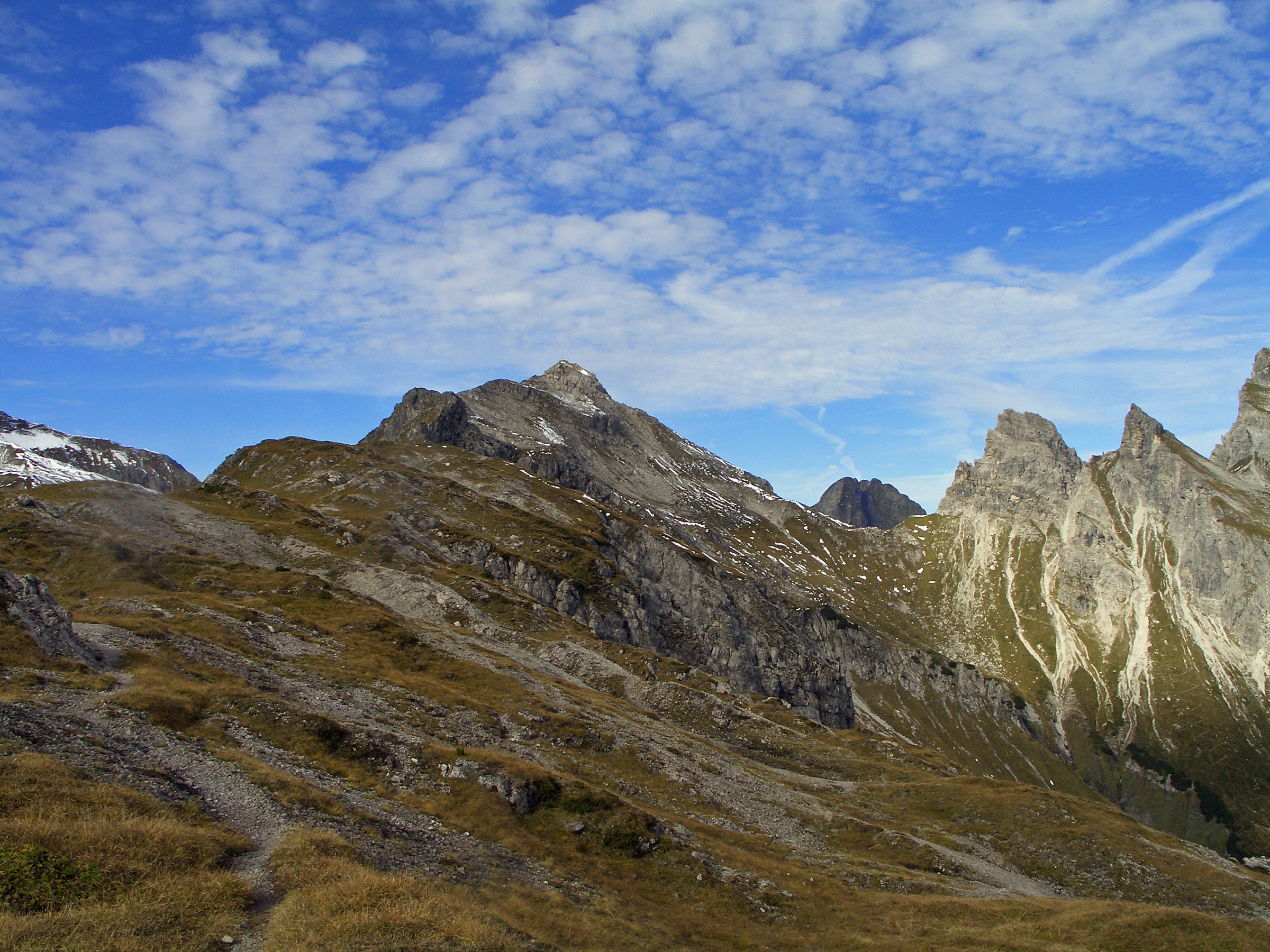
Fleckenmergel an der Jochspitze
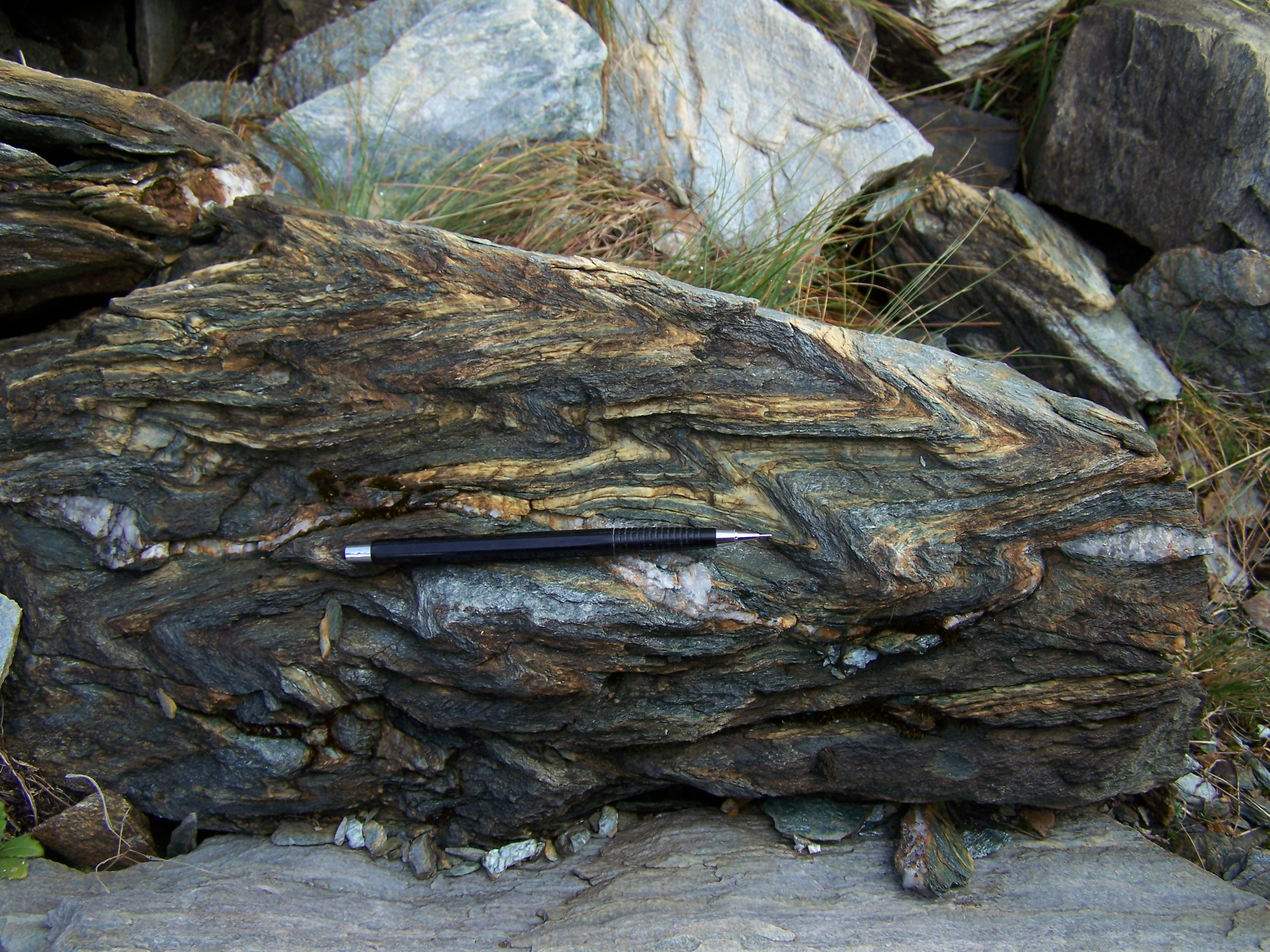
Bündner Schiefer vom Lukmanierpass
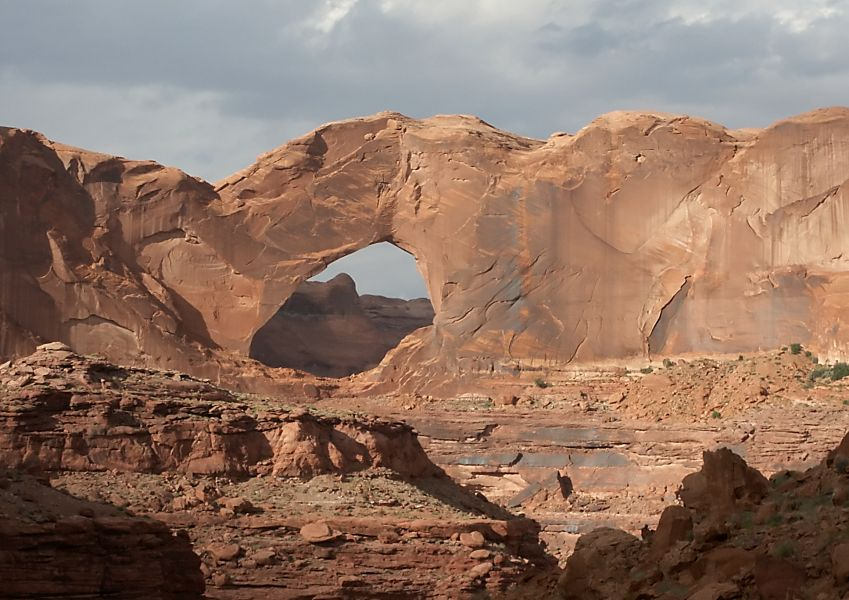
Der Stevens Arch im Navajo Sandstone